# ケータハムF1チーム
ケータハムF1チーム (英: Caterham F1 Team)は2010年から2014年までF1に参戦したレーシングコンストラクター。2010年はロータス・レーシング (英: Lotus Racing) として、2011年はチーム・ロータス (英: Team Lotus) という名称を使用して参戦していた。
したがって、チーム設立の沿革や記事の便宜上「ロータス・レーシング」から「ケータハム・F1チーム」に至るまでの経緯で記述するものとする。

## 概要

### F1エントリー
チームの母体となったライトスピード（en:Litespeed F3）は、イギリスF3に参戦する2008年創立の新興コンストラクターである。2009年5月、彼らはルノーやトヨタなどのテクニカルディレクターを務めたマイク・ガスコインと提携し、2010年のF1参戦エントリーを申請した。その際、1994年に消滅したチーム・ロータスの名称使用権を持つデイヴィッド・ハント（ジェームス・ハントの弟）と契約し、「チーム・ロータス」の名で参戦を目指すと発表した。ライトスピード代表のニーノ・ジャッジとエンジニアディレクターのスティーブ・ケンチントンは旧ロータスに在籍した経験があった。
F1に名門ロータスの名が戻ってくることを周囲は驚きと歓迎の念をもって迎えたが、現在マレーシアの国営自動車メーカープロトンの傘下に吸収されているグループ・ロータスは、ライトスピードの計画はロータスとは無関係とし、ブランドイメージを守るため法的措置を検討すると表明した。
2009年6月12日、新エントリー枠にカンポスGP（後にHRT F1）、マノーGP（後にマルシャF1）、チームUSF1（参戦前に消滅）の3チームが選ばれ、ライトスピードは落選した。しかし、バジェットキャップ導入を巡り、エントリーが不確実な状況が続いていたことから、参戦計画は続行した。

### ロータス・レーシング参戦

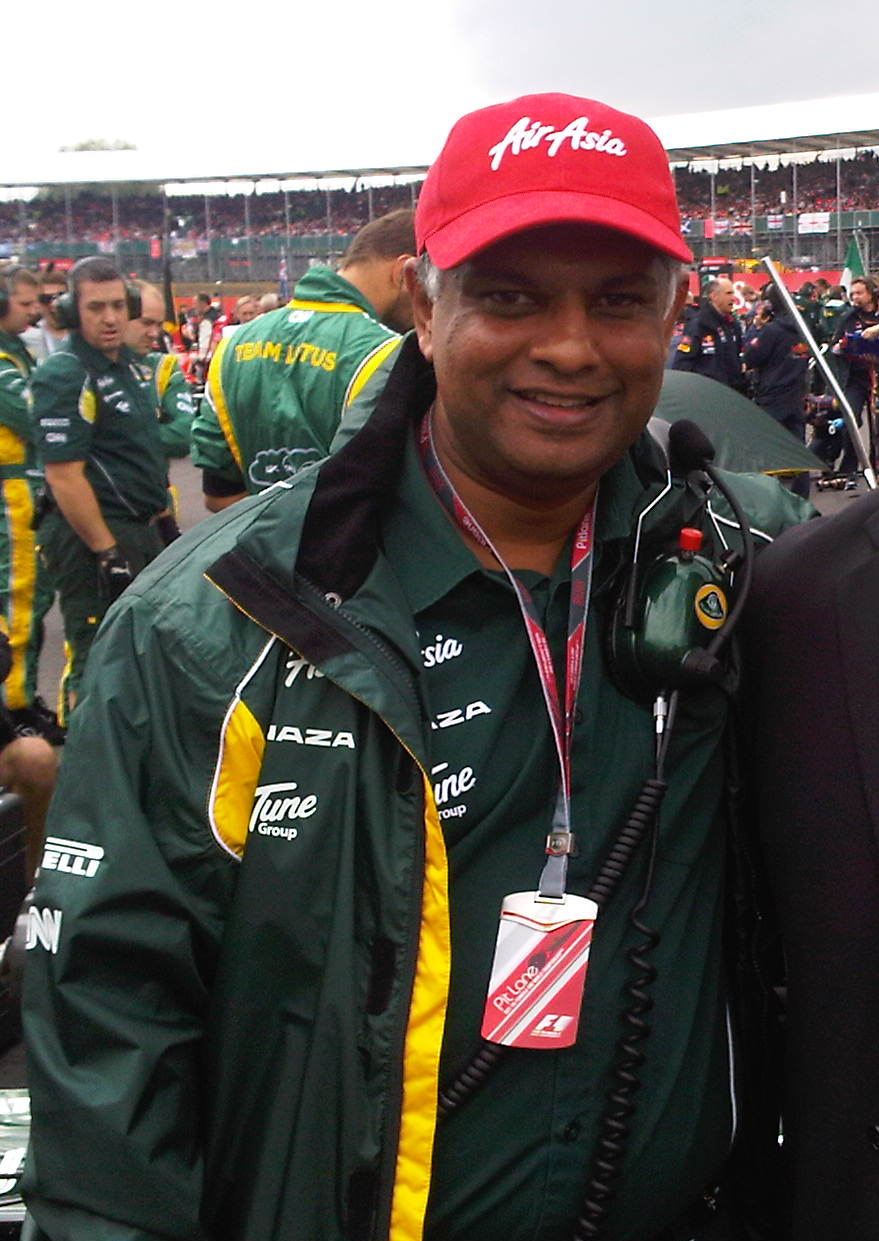
チーム代表 トニー・フェルナンデス（2011年）

ガスコインらはウィリアムズのスポンサーであるアジア最大の格安航空会社「エアアジア」を所有するマレーシア人実業家トニー・フェルナンデスにアプローチした。フェルナンデスは新代表に就任し、マレーシア政府とマレーシア企業家のコンソーシアム「1マレーシアF1チーム」 (1Malaysia F1 Team Sdn Bhd) が新たな活動母体となった。
2009年7月、BMWザウバーを所有するBMWはF1撤退を発表したが、新コンコルド協定の締結期限内に売却先が決まらなかったため、同チームの2010年の参戦は不透明となり、13ある参戦チーム枠が一つ空いた。
この参戦枠をエプシロン・ユースカディ、ペーター・ザウバーに売却されて存続が決まったザウバーと争い、2009年9月15日に「ロータスF1チーム」としてエントリーが認められた。
トニー・フェルナンデスは、グループ・ロータスとの具体的な協業について議論を進めていく方針を明らかにし、グランプリ開幕前までに「ロータス」という名称の使用承諾を得るに至った。チーム名は「ロータスF1レーシング」を経て、最終エントリーでは「ロータス・レーシング」に決定した。
チームの国籍はマレーシアとされるが、ファクトリーはイギリス・ノーフォークにあるレーシング・テクノロジー・ノーフォーク (RTN) に置かれる。当初トムスの英国法人「トムスGB」の本拠地として建設され、その後アウディやベントレーのル・マン参戦計画の基地となった施設である。
チームCEOにはプロトンでゼネラルマネージャーを務めたリアド・アスマットが就任し、若手ドライバー育成プログラムの責任者として、アジア方面を元F1ドライバーのアレックス・ユーン、ヨーロッパ方面をライトスピード代表のニーノ・ジャッジが担当する。

### 「チーム・ロータス」から「ケータハム」へ
参戦2年目の2011年、ロータス・レーシングは名称使用権を獲得の上、「チーム・ロータス」として参戦した。しかし、この一件でグループ・ロータスとの関係が悪化し、訴訟沙汰に巻き込まれた（詳細は後述）。2012年からは新たに買収していた、小規模の自動車会社「ケータハムカーズ」の名称を使用し、「ケータハムF1チーム」として参戦することになった。

## シーズン

### 2010年

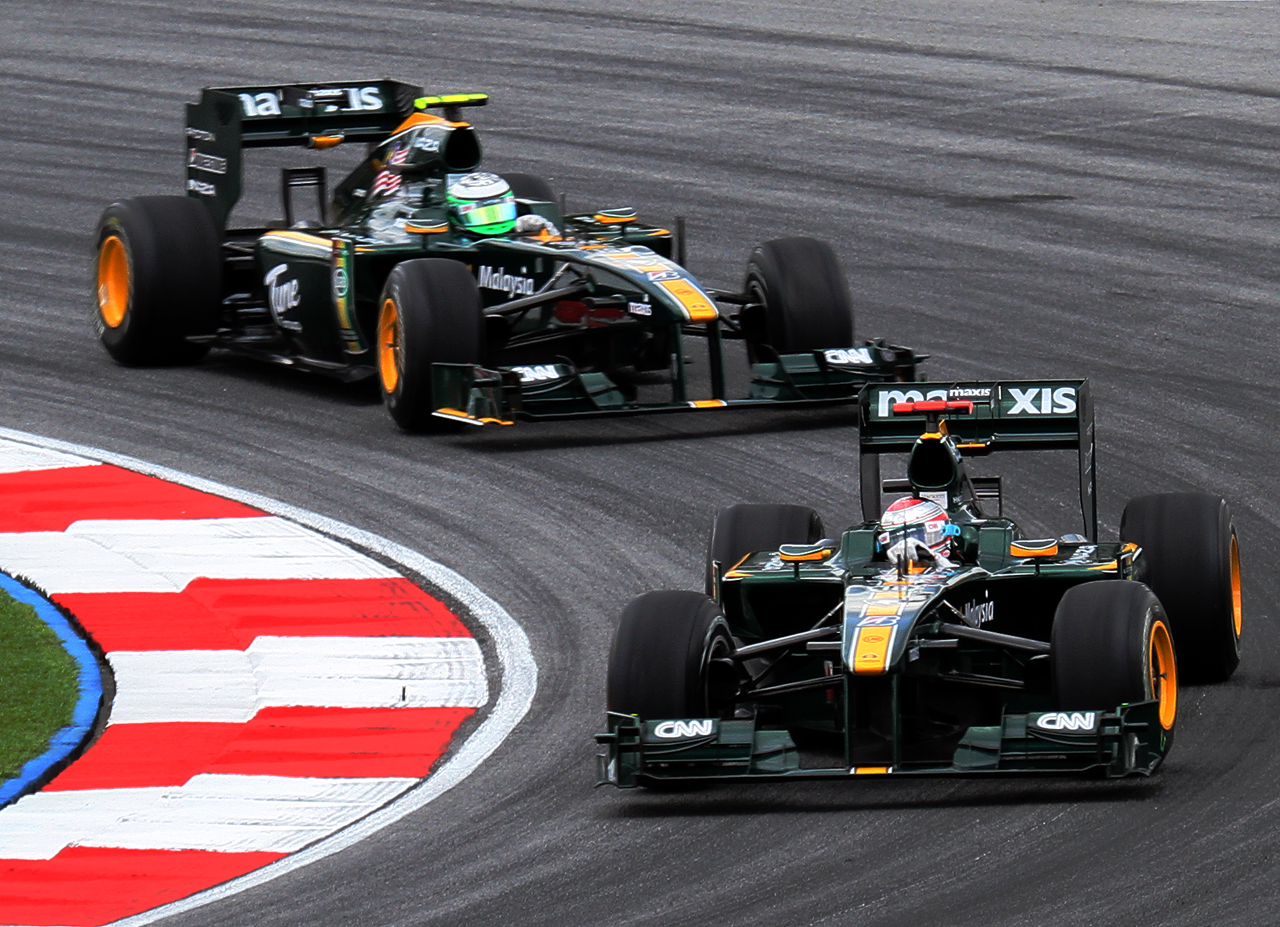
2010年マレーシアGPのフリー走行の様子。ヤルノ・トゥルーリの後をヘイキ・コバライネンが追従する。

初年度を戦うマシンの開発は2009年11月上旬に始まり、開幕までの5ヶ月で完成された。同車はコスワース製エンジンとXトラック製ギアボックスを搭載し、空力開発はジャン＝クロード・ミジョー率いるフォンドテックと提携して行われた。
ドライバーは撤退したトヨタからヤルノ・トゥルーリが加入し、マクラーレンから移籍したヘイキ・コバライネンとコンビを組む。また、テスト兼リザーブドライバーとしてファイルーズ・ファウジーを起用した。
新車発表会にはロータスの創始者コーリン・チャップマンの遺族が出席し、マシンもロータスの慣習を受け継いで「T127」と命名された。ヨーロッパGPの前週には、チャップマンの長男が運営するクラシック・チーム・ロータス (CTL) のミーティングに参加し、「F1参戦500戦記念」のイベントが催された。正式なエントリー500戦目は前戦カナダGPになるが、1970年イタリアGPのフリー走行中にヨッヘン・リントが不慮の死を遂げ、レースへの出場を見送った経緯があり、これを差し引いてヨーロッパGPが出走500戦目となった。

#### レース
シーズンが始まると、開幕戦から他の新チームであるヒスパニア、ヴァージンに勝る速さと信頼性を発揮した。第4戦中国GPではウィリアムズのニコ・ヒュルケンベルグよりも上位でフィニッシュしている。第16戦日本GPでは、コバライネン12位、トゥルーリ13位で共に完走を果たし、これが決め手となりコンストラクターズランキング10位で終えた。完走率はヒスパニアに及ばなかったものの、最高位は12位と、新チーム中最大の結果を出した。
後半の開発もあって、今期ポイントを獲得したチームでは下位となるトロ・ロッソに周回辺り1秒近くまで差を詰め、時にはロータスが先行する際にこれらのマシンのオーバーテイクを阻むシーンも見られたが、他の新規チームよりも準備期間が短い中で製作されたマシンでは、ロータスがポイントを獲得するには非常に高い壁があったことも事実であった。

### 2011年
2011年はコスワースエンジンとの契約を解除し、新車「T128」にはルノーエンジンを搭載する。また、ルノーエンジンを使用するレッドブルの関連会社であるレッドブル・テクノロジーから、ギアボックス等の供給を受ける。
ドライバーはトゥルーリとコバライネンのコンビを継続。サードドライバーはカルン・チャンドックに交代した。チャンドックはドイツGPでトゥルーリに代わってレースに出場した。
フェルナンデスは4月にロータス・セブンを製造するケータハムカーズを買収し、サイドポッドに"Caterham"のロゴが書き加えられた。また、ゼネラル・エレクトリックやデルのスポンサードを獲得した。

#### ロータス名称問題

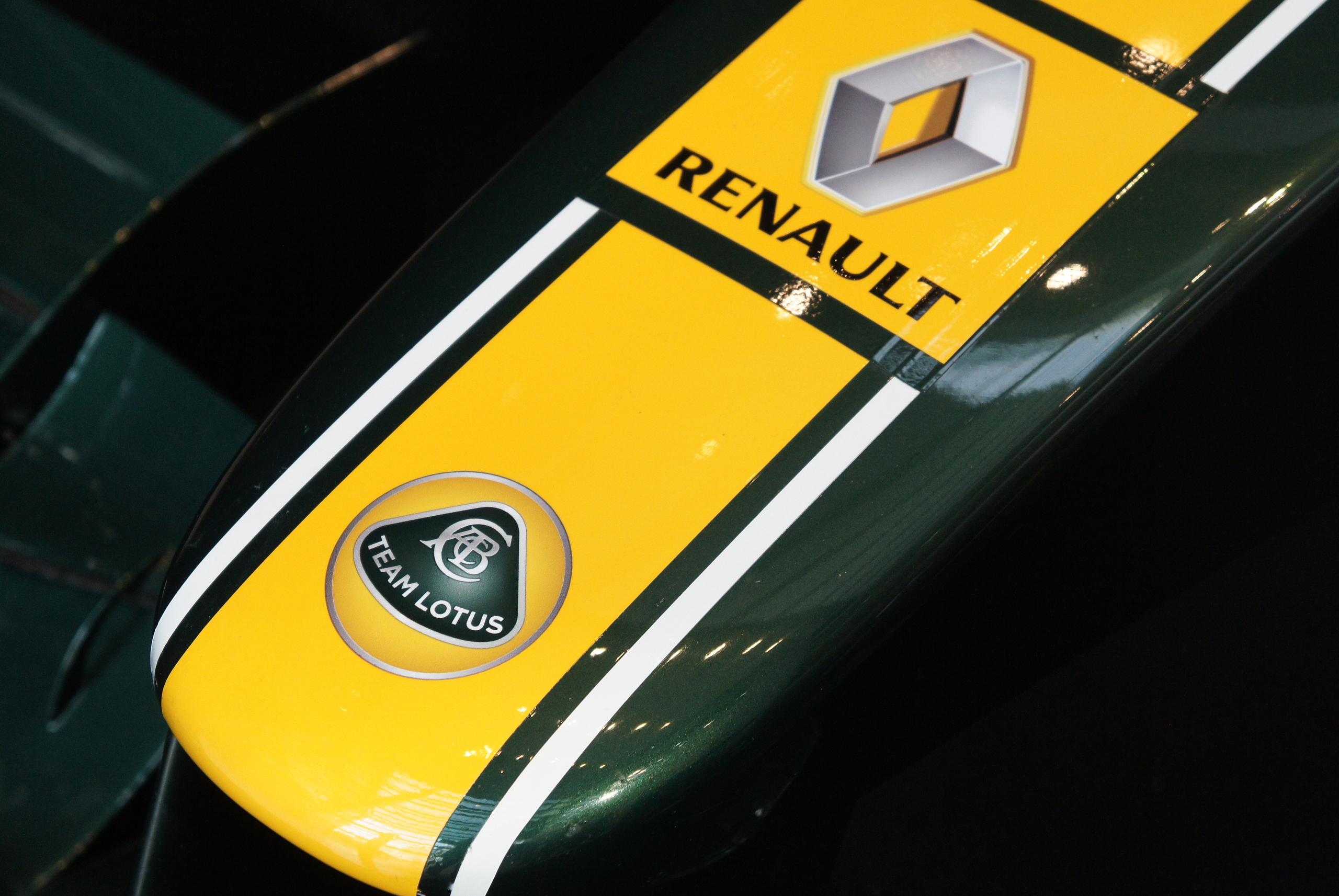
T128のノーズ部分に掲載された「チーム・ロータス」のロゴ。
同じ「ロータス」という名を使用したチーム名、さらには同じルノーエンジンを使用した2チームが存在した。

ロータス・レーシングはグループ・ロータスから5年契約で「ロータス」の名称使用権を得ていたが、2010年9月にそのライセンスを打ち切られた。Tシャツの作製を巡る権利侵害が発端とされるが、ダニー・バハーCEOの就任後、モータースポーツへの関与を深めるグループ・ロータスとの利害関係が指摘された。
これに対し、トニー・フェルナンデスはデイヴィッド・ハントのチーム・ロータス・ベンチャーズ社を買収し、「チーム・ロータス」の商標を取得。2011年から正式に「チーム・ロータス」として参戦することを発表した。
グループ・ロータスの親会社であるプロトンのナズミ・モハマド・サレー会長は「我々がこのブランドの所有者であり、それを保護するために必要なあらゆる処置をとるつもりだ。F1に関連するものを含めた“ロータス”という自動車ブランドのすべてに対する権利の所有者はグループ・ロータスだ」と異議を唱えた。フェルナンデスは「チーム・ロータス」を名乗る権利を主張し、イギリスの高等裁判所に手続きを提出した。
2010年12月には、グループ・ロータスがルノーよりルノーF1チームの株式を取得し、2011年より「ロータス・ルノーGP」の名称でF1に参戦することが発表された。ロータス・レーシングと友好関係にあったチャップマン家も、「チーム・ロータス」の名がF1で使用されることを望まないとして、グループ・ロータスを支持することを表明した。
その後、双方共に弁護士を立てて「ロータス」という名称についてロンドン高等裁判所にて審議を行う事を発表。しかし、審理が3月21日までもつれ込むため、ロータス・レーシング側が望む「正式継承」がなされないまま2011年シーズン開幕を迎えることになった。判決の結果次第では、シーズン中に「チーム・ロータス」「ロータス・ルノーGP」のいずれかが名称変更を余儀なくされる可能性があった。
この問題について、ロータス・ルノーGPのオーナー企業であるジェニィ・キャピタル代表のジェラルド・ロペスは、チーム・ロータス側はチーム名称を変更すると、F1の興行面を統括しているフォーミュラ・ワン・マネジメント (FOM) からの分配金を受け取る権利を失う可能性があるために強硬な姿勢に出ていると語り、金銭的な解決が可能ではないかとの見解を示した。フェルナンデスはグループ・ロータスから法廷外で1,000万ドルの和解提案を受けたが、拒否したことを明かした。プロトンは示談の可能性を認めつつも、フェルナンデス側が要求する3,500万ドルから6,000万ドルの金額は認められないと述べた。
2011年5月27日、ロンドン高等裁判所は、判決で同チームに「チーム・ロータス」の名称を使用することを許可した。ただし、ライセンス問題ではロータス・レーシング側に過失があるとして、グループ・ロータスがF1で「ロータス」の名を使うことを認めたため、今後も2つのロータスが存続することになった
。これに対し、グループ・ロータス側は即時上告の意向を表した。一方で、フェルナンデスは2012年に「チーム・ロータス」を使用しない可能性を示唆した。
その後双方が合意に達し、FIAのF1委員会にチーム名変更を申請。2011年11月6日、2012年よりチーム・ロータスが「ケータハムF1チーム」（コンストラクター名「ケータハム」）、ロータス・ルノーGPが「ロータスF1チーム」（コンストラクター名「ロータス」）に改称することが発表された。両者は共同声明において問題終結を宣言し、「F1における『ロータス』と『チーム・ロータス』の名称はグループ・ロータス所有の下に統一された」と発表した。

#### レース
シーズン最高成績は13位が3回（トゥルーリ2回、コバライネン1回）。この年も初入賞は叶わなかったが、予選Q2進出を果たすなど、中団グループ入りに向けて1歩前進した。2年連続してコンストラクターズランキング10位を獲得した成績について、コンコルド協定の分配金では2,500万ドルの価値があるとしている。

### 2012年

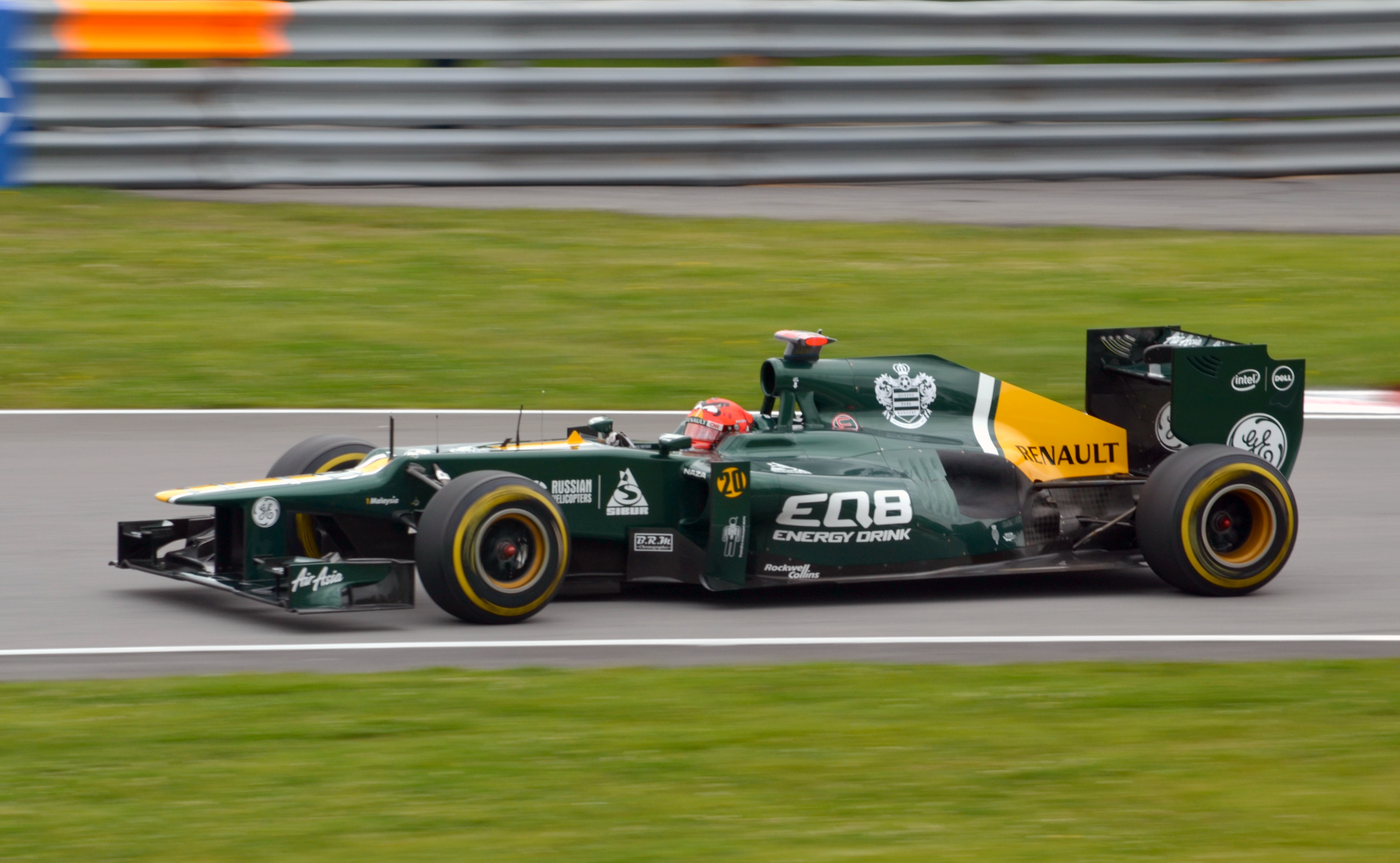
コバライネンの駆るCT01

ドライバーは当初はトゥルーリとコバライネンの継続を発表したが、ヘレスでの新車テスト後にトゥルーリに代えてヴィタリー・ペトロフの起用が発表された。またサードドライバーはギド・ヴァン・デル・ガルデに交代した。
2012年仕様車である ケータハム・CT01 はチーム初の KERS 搭載車であった。
この年の中国GPからマーク・スミスがマイク・ガスコインに変わって、ピットウォールで指揮をとることになった。
車はシーズン前の期待より遅かったが、バーレーンGPでは、コバライネンがミハエル・シューマッハを打ち破り予選Q2に進出した。
モナコGPでは、コバライネンがシーズンベストの13位を獲得。マクラーレンのジェンソン・バトンがスピンを喫したが、回避しオーバーテイクした。
バレンシア(ヨーロッパGP)では、Q1最終周でトロ・ロッソ2台とマーク・ウェバーを退けたコバライネンが再び予選Q2に進出し予選16位を獲得。
ケータハムのコバライネンとペトロフの2台はレースでも良い走りだったが、コバライネンがトロ・ロッソのジャン・エリック・ベルニュと接触。この事故が原因でセーフティーカーが出動した。
しかしコバライネンはリカバーして13位となった。この結果はドライバー2人合わせてのシーズンベストの順位であった。
イギリスGPではレース開始前にペトロフのエンジンが故障。そのため車をピットに入れてそのままリタイアした。
7月末、本拠地をノーフォークからリーフィールドに移転した。ここはアロウズ（TWR）が設立し、その後スーパーアグリが拠点とした施設である。
最終戦ブラジルGPはペトロフがマルシャのシャルル・ピックを上回る11位(チーム新記録)となり、チームはコンストラクターズの10位を獲得した。

### 2013年

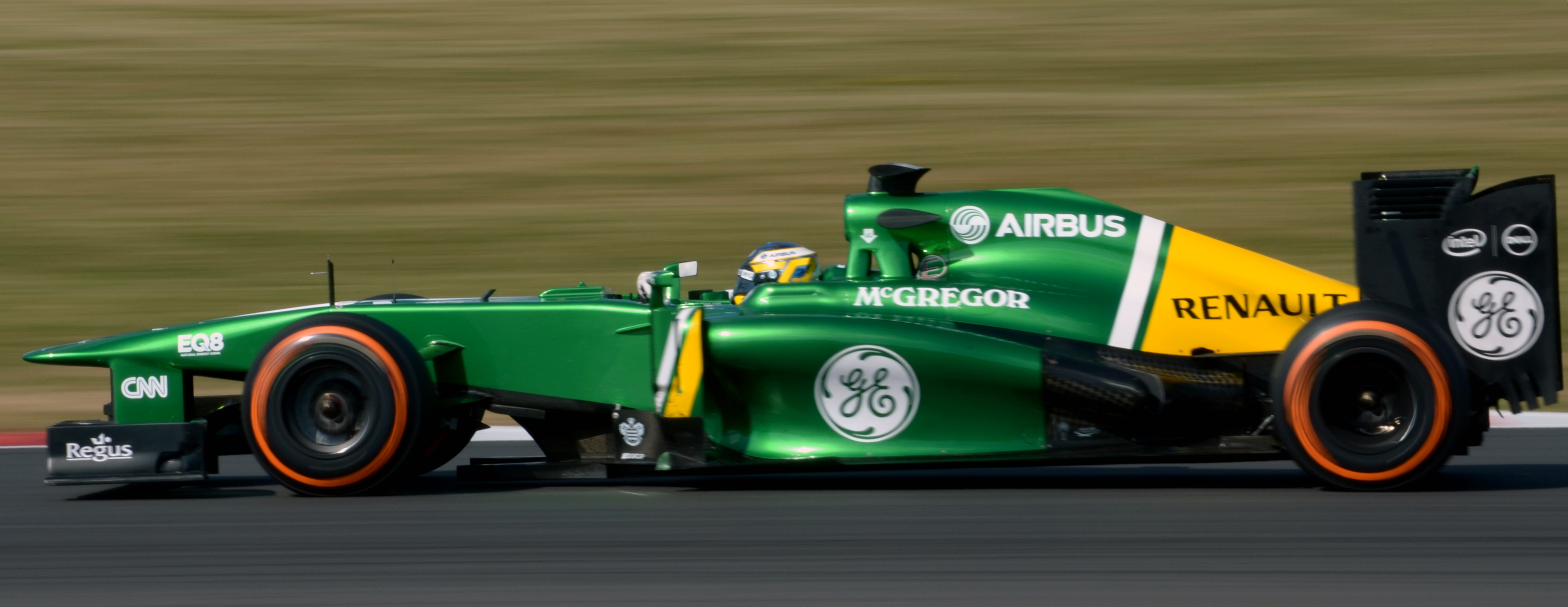
シャルル・ピックの駆るCT03

2012年11月23日、マルシャからシャルル・ピックが複数年契約で移籍してくることが発表された。
チームメイトはルーキーで前年サードドライバーのギド・ヴァン・デル・ガルデ。
2013年3月1日、チームはアレキサンダー・ロッシと馬青驊が2013年シーズンのリザーブドライバーに就任したことを発表した。
2013年4月17日、チームはヘイキ・コバライネンとリザーブドライバー契約を結んだことを発表した。
彼は車の技術開発を担当し、新規作成パーツのテストを担当する。このため、馬は結果的にリザーブドライバーのシートを喪失した。ベルギーグランプリにて、ヴァン・デル・ガルデがケータハムの予選最高位である14位を獲得するなど健闘を見せる。
しかし、ライバルであるマルシャよりマシンは速いものの、マルシャが第2戦マレーシアGPで獲得した13位を最終戦まで抜くことが出来ず、ピックが同戦と第14戦韓国GP、そして第10戦ハンガリーGPにてヴァン・デル・ガルデが獲得した14位がチームにとっての最高順位となってしまい、全チーム中の最下位であるコンストラクターズ11位となった。

### 2014年

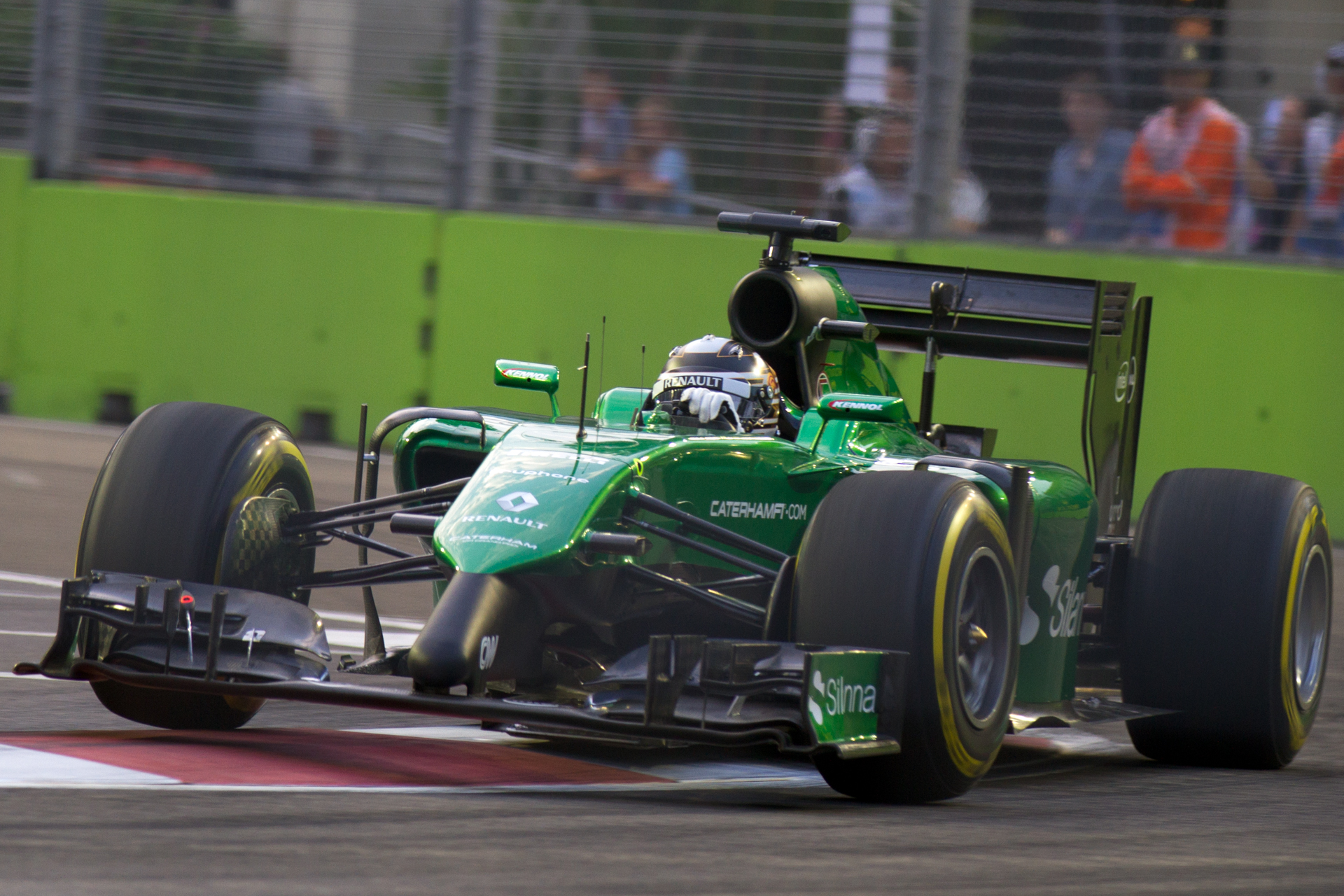
小林可夢偉の駆るCT05

2014年1月21日、レースドライバーに小林可夢偉とマーカス・エリクソン、リザーブドライバーにロビン・フラインスとアレキサンダー・ロッシというラインナップが発表された。
今シーズンも苦戦が続き、モナコグランプリでマルシャが初めてのチャンピオンシップポイントを獲得する中で11位（最下位）に低迷。F1からの撤退報道も流れる中で、7月にスイスと中東の投資家グループへの売却を発表。ミナルディやスパイカーF1でドライバーをしたクリスチャン・アルバースがチーム代表に就任したが、2ヶ月後のイタリアGP直後に辞任し、ゼネラルマネージャーだったマンフレディ・ラヴェットが後任に就いた。この売却については、HRT F1の代表だったコリン・コレスのアドバイスにより進められた。
チーム売却から2週間後、リザーブドライバーのロッシがチームからの離脱を発表された。ベルギーGPは小林に代えてアンドレ・ロッテラーを起用した。

#### チーム消滅
その後、元オーナーのトニー・フェルナンデスとの間に論争が生まれ、10月23日、チームは管財人の管理下に置かれることになり、アメリカGPとブラジルGPを欠場。最終戦アブダビGPはクラウドファンディング（ファンからの資金提供）などの資金調達により出場することができたものの新たな買い手は見つからず、翌2015年2月にチームの資産売却が決まったため、2015年シーズンの出場を断念した。

## ロータスとしての戦績
| 年   | シャーシ       | エンジン             | タイヤ | ドライバー           | 1   | 2   | 3   | 4   | 5   | 6   | 7   | 8   | 9   | 10  | 11  | 12  | 13  | 14  | 15  | 16  | 17  | 18  | 19  | ポイント | ランキング |
| ---- | -------------- | -------------------- | ------ | -------------------- | --- | --- | --- | --- | --- | --- | --- | --- | --- | --- | --- | --- | --- | --- | --- | --- | --- | --- | --- | -------- | ---------- |
| 2010 | ロータス・T127 | コスワース CA2010 V8 | B      |                      | BHR | AUS | MAL | CHN | ESP | MON | TUR | CAN | EUR | GBR | GER | HUN | BEL | ITA | SIN | JPN | KOR | BRA | ABU | 0        | 10位       |
| 2010 | ロータス・T127 | コスワース CA2010 V8 | B      | ヤルノ・トゥルーリ   | 17† | DNS | 17  | Ret | 17  | 15† | Ret | Ret | 21  | 16  | Ret | 15  | 19  | Ret | Ret | 13  | Ret | 19  | 21† | 0        | 10位       |
| 2010 | ロータス・T127 | コスワース CA2010 V8 | B      | ヘイキ・コバライネン | 15  | 13  | NC  | 14  | DNS | Ret | Ret | 16  | Ret | 17  | Ret | 14  | 16  | 18  | 16† | 12  | 13  | 18  | 17  | 0        | 10位       |
| 2011 | ロータス・T128 | ルノー RS27-2011 V8  | P      |                      | AUS | MAL | CHN | TUR | ESP | MON | CAN | EUR | GBR | GER | HUN | BEL | ITA | SIN | JPN | KOR | IND | ABU | BRA | 0        | 10位       |
| 2011 | ロータス・T128 | ルノー RS27-2011 V8  | P      | ヘイキ・コバライネン | Ret | 15  | 16  | 19  | Ret | 14  | Ret | 19  | Ret | 16  | Ret | 15  | 13  | 16  | 18  | 14  | 14  | 17  | 16  | 0        | 10位       |
| 2011 | ロータス・T128 | ルノー RS27-2011 V8  | P      | ヤルノ・トゥルーリ   | 13  | Ret | 19  | 18  | 18  | 13  | 16  | 20  | Ret |     | Ret | 14  | 14  | Ret | 19  | 17  | 19  | 18  | 18  | 0        | 10位       |
| 2011 | ロータス・T128 | ルノー RS27-2011 V8  | P      | カルン・チャンドック |     |     |     |     |     |     |     |     |     | 20  |     |     |     |     |     |     |     |     |     | 0        | 10位       |

† 完走扱い
- 太字はポールポジション、斜字はファステストラップ。(key)

## ケータハムとしての戦績
| 年   | シャーシ         | エンジン                       | タイヤ | No. | ドライバー                 | 1   | 2   | 3   | 4   | 5   | 6   | 7   | 8   | 9   | 10  | 11  | 12  | 13  | 14  | 15  | 16  | 17  | 18  | 19  | 20  | ポイント | ランキング |
| ---- | ---------------- | ------------------------------ | ------ | --- | -------------------------- | --- | --- | --- | --- | --- | --- | --- | --- | --- | --- | --- | --- | --- | --- | --- | --- | --- | --- | --- | --- | -------- | ---------- |
| 2012 | ケータハム・CT01 | ルノー RS27-2012 V8            | P      |     |                            | AUS | MAL | CHN | BHR | ESP | MON | CAN | EUR | GBR | GER | HUN | BEL | ITA | SIN | JPN | KOR | IND | ABU | USA | BRA | 0        | 10位       |
| 2012 | ケータハム・CT01 | ルノー RS27-2012 V8            | P      | 20  | ヘイキ・コバライネン       | Ret | 18  | 23  | 17  | 16  | 13  | 18  | 14  | 17  | 19  | 17  | 17  | 14  | 15  | 15  | 17  | 18  | 13  | 18  | 14  | 0        | 10位       |
| 2012 | ケータハム・CT01 | ルノー RS27-2012 V8            | P      | 21  | ヴィタリー・ペトロフ       | Ret | 16  | 18  | 16  | 17  | Ret | 19  | 13  | DNS | 16  | 19  | 14  | 15  | 19  | 17  | 16  | 17  | 16  | 17  | 11  | 0        | 10位       |
| 2013 | ケータハム・CT03 | ルノー RS27-2013 V8            | P      |     |                            | AUS | MAL | CHN | BHR | ESP | MON | CAN | GBR | GER | HUN | BEL | ITA | SIN | KOR | JPN | IND | ABU | USA | BRA |     | 0        | 11位       |
| 2013 | ケータハム・CT03 | ルノー RS27-2013 V8            | P      | 20  | シャルル・ピック           | 16  | 14  | 16  | 17  | 17  | Ret | 18  | 15  | 17  | 15  | Ret | 17  | 19  | 14  | 18  | Ret | 19  | 20  | Ret |     | 0        | 11位       |
| 2013 | ケータハム・CT03 | ルノー RS27-2013 V8            | P      | 21  | ギド・ヴァン・デル・ガルデ | 18  | 15  | 18  | 21  | Ret | 15  | Ret | 18  | 18  | 14  | 16  | 18  | 16  | 15  | Ret | Ret | 18  | 19  | 18  |     | 0        | 11位       |
| 2014 | ケータハム・CT05 | ルノー Energy F1-2014 1.6 V6 t | P      |     |                            | AUS | MAL | BHR | CHN | ESP | MON | CAN | AUT | GBR | GER | HUN | BEL | ITA | SIN | JPN | RUS | USA | BRA | ABU |     | 0        | 11位       |
| 2014 | ケータハム・CT05 | ルノー Energy F1-2014 1.6 V6 t | P      | 9   | マーカス・エリクソン       | Ret | 14  | Ret | 20  | 20  | 11  | Ret | 18  | Ret | 18  | Ret | 17  | 20  | 15  | 19  | 19  |     |     |     |     | 0        | 11位       |
| 2014 | ケータハム・CT05 | ルノー Energy F1-2014 1.6 V6 t | P      | 10  | 小林可夢偉                 | Ret | 13  | 15  | 18  | Ret | 13  | Ret | 16  | 15  | 16  | Ret |     | 17  | Ret | 21  | Ret |     |     | Ret |     | 0        | 11位       |
| 2014 | ケータハム・CT05 | ルノー Energy F1-2014 1.6 V6 t | P      | 45  | アンドレ・ロッテラー       |     |     |     |     |     |     |     |     |     |     |     | Ret |     |     |     |     |     |     |     |     | 0        | 11位       |
| 2014 | ケータハム・CT05 | ルノー Energy F1-2014 1.6 V6 t | P      | 46  | ウィル・スティーブンス     |     |     |     |     |     |     |     |     |     |     |     |     |     |     |     |     |     |     | 17  |     | 0        | 11位       |

- 太字はポールポジション、斜字はファステストラップ。(key)

## ギャラリー
- ロータス（2010年 - 2011年）

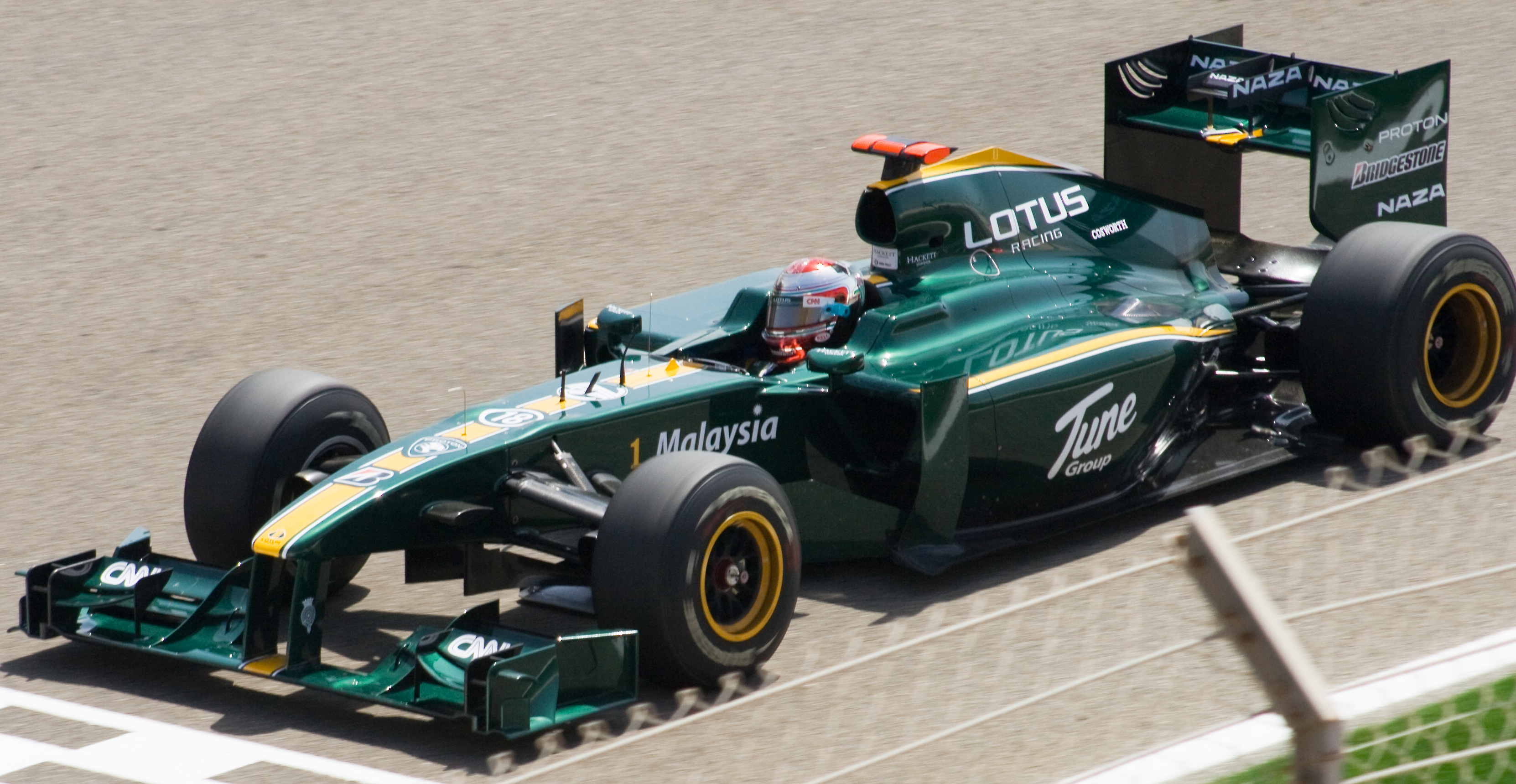
T127 コスワース
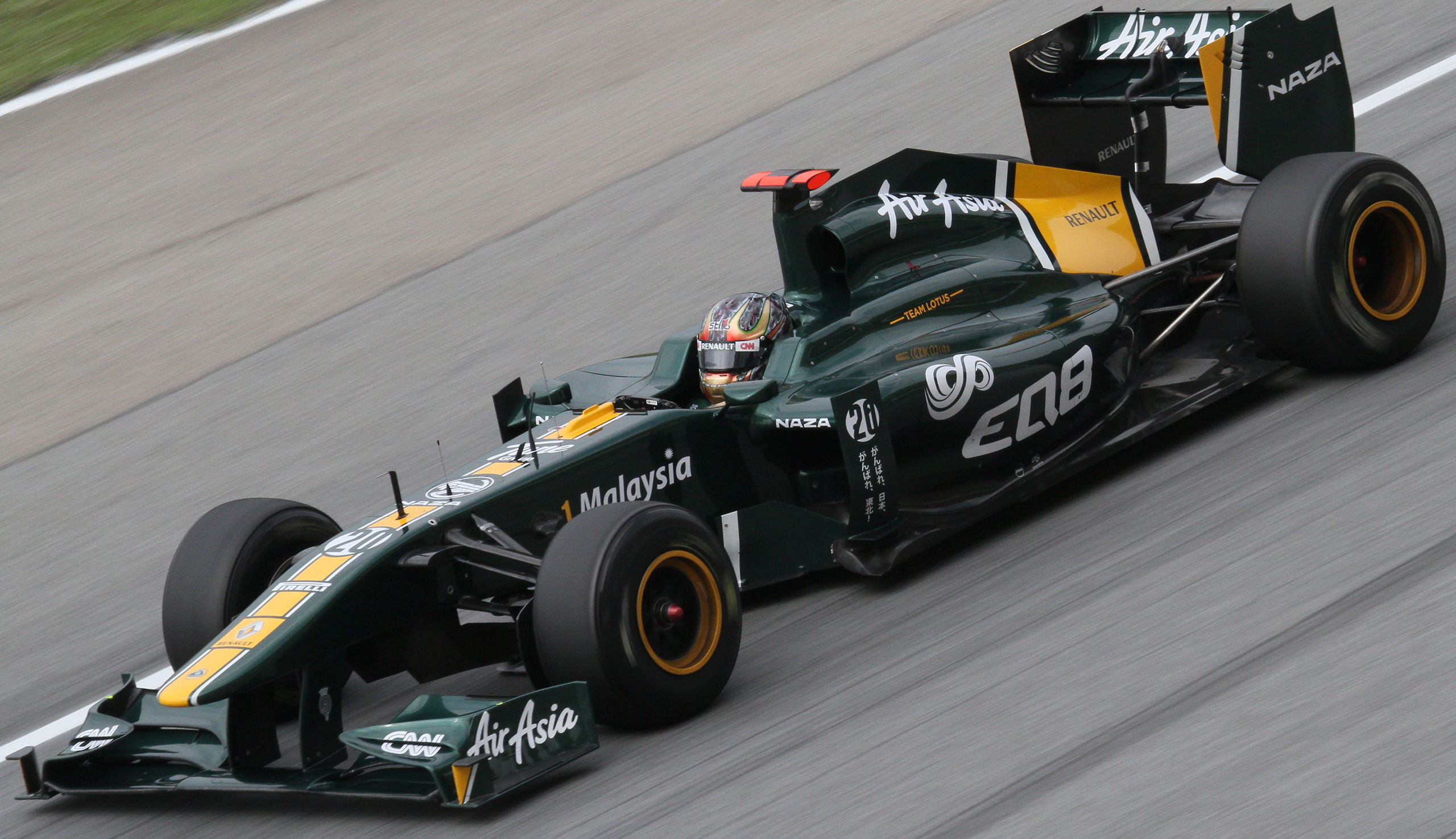
T128 ルノー

- ケータハム（2012年 - 2014年）

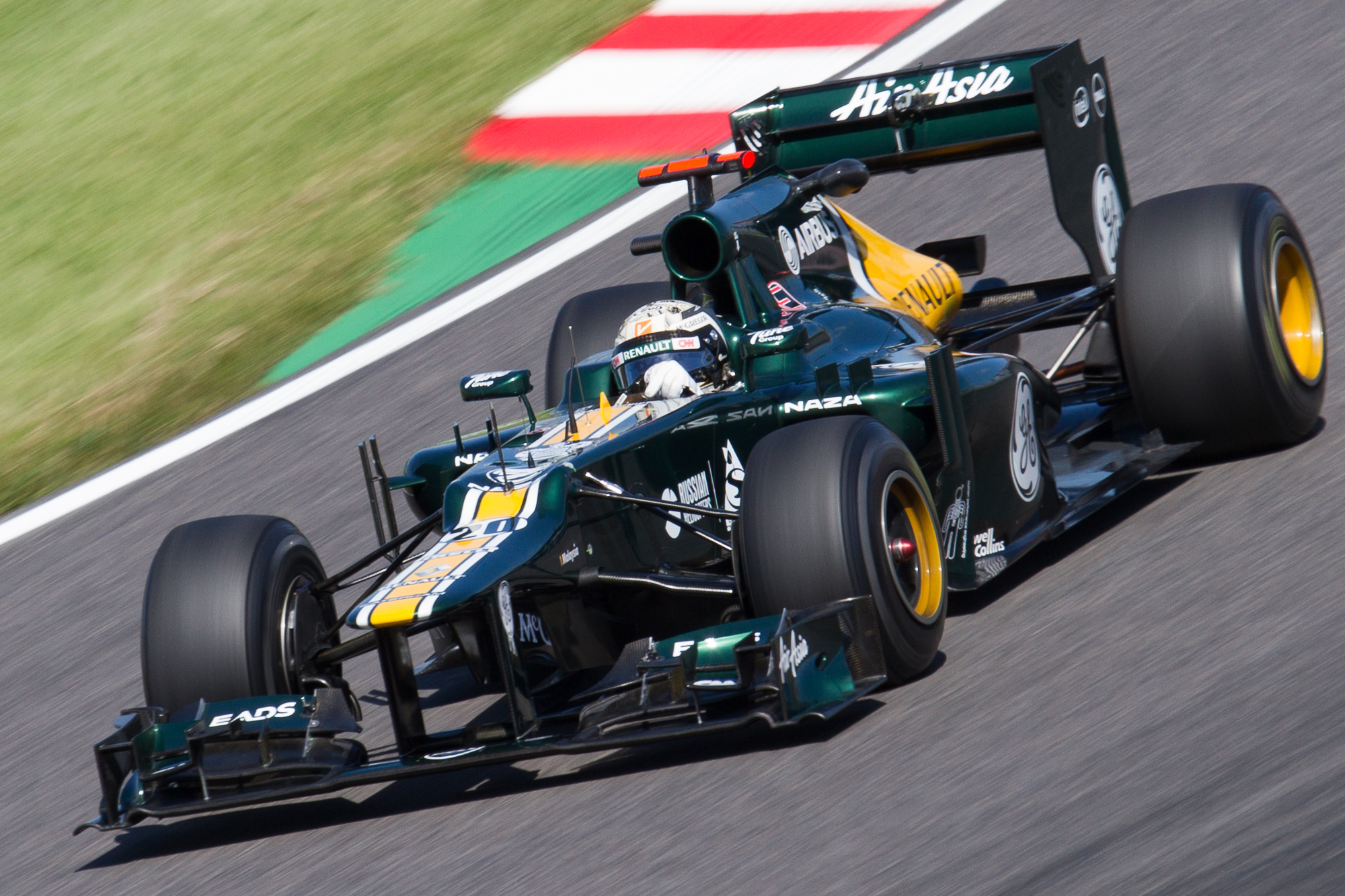
CT01 ルノー
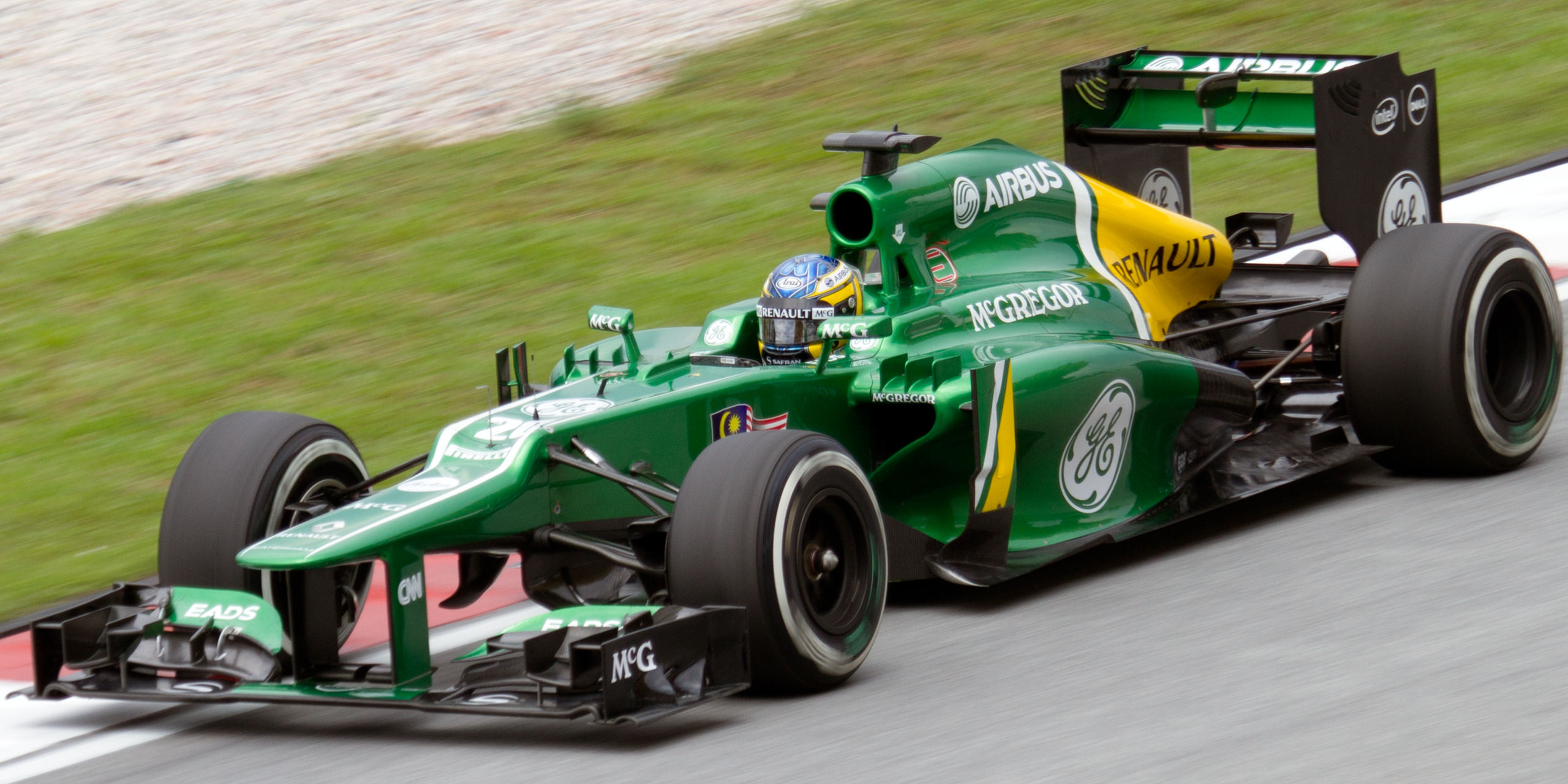
CT03 ルノー
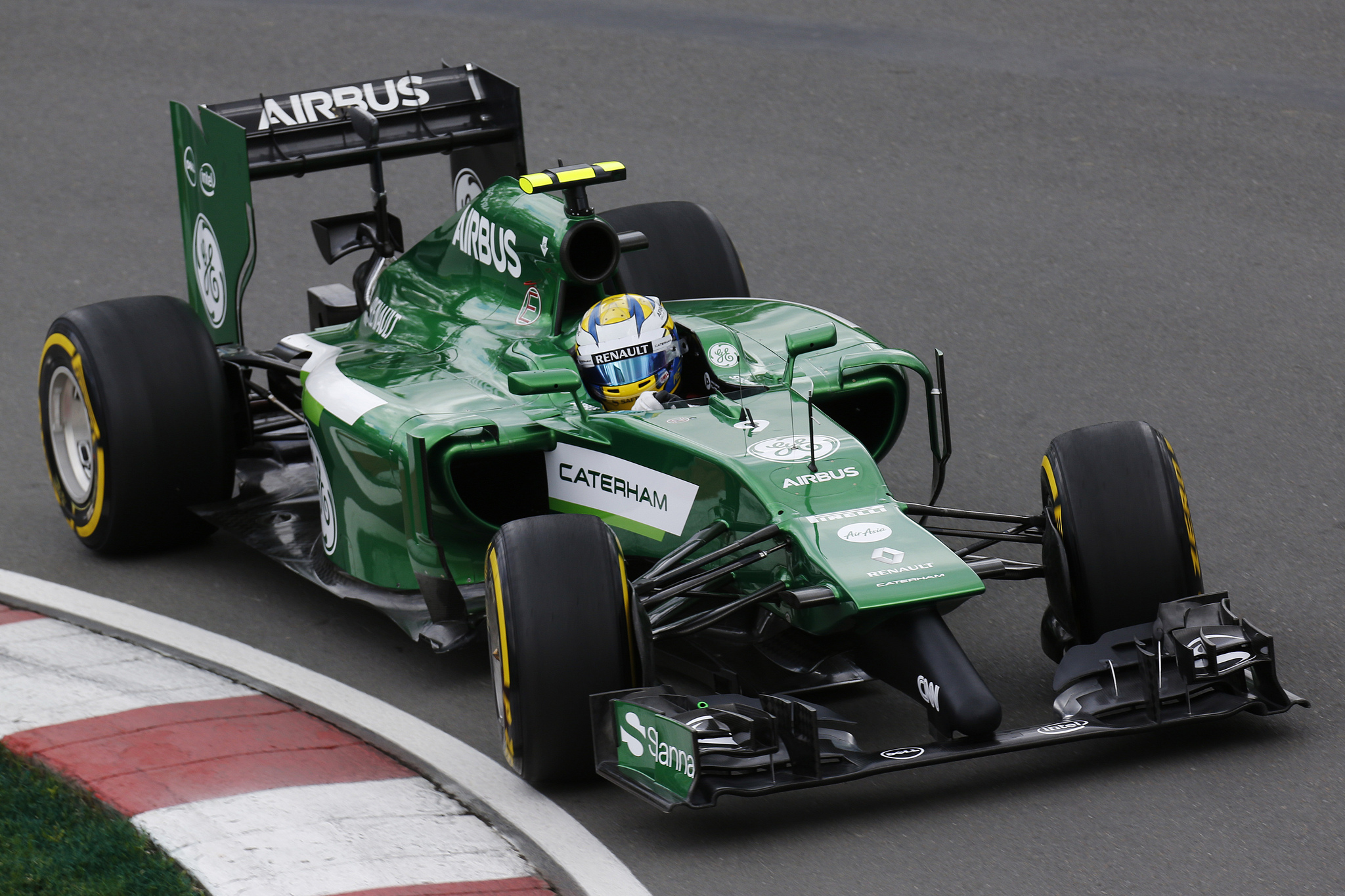
CT05 前期型 ルノー
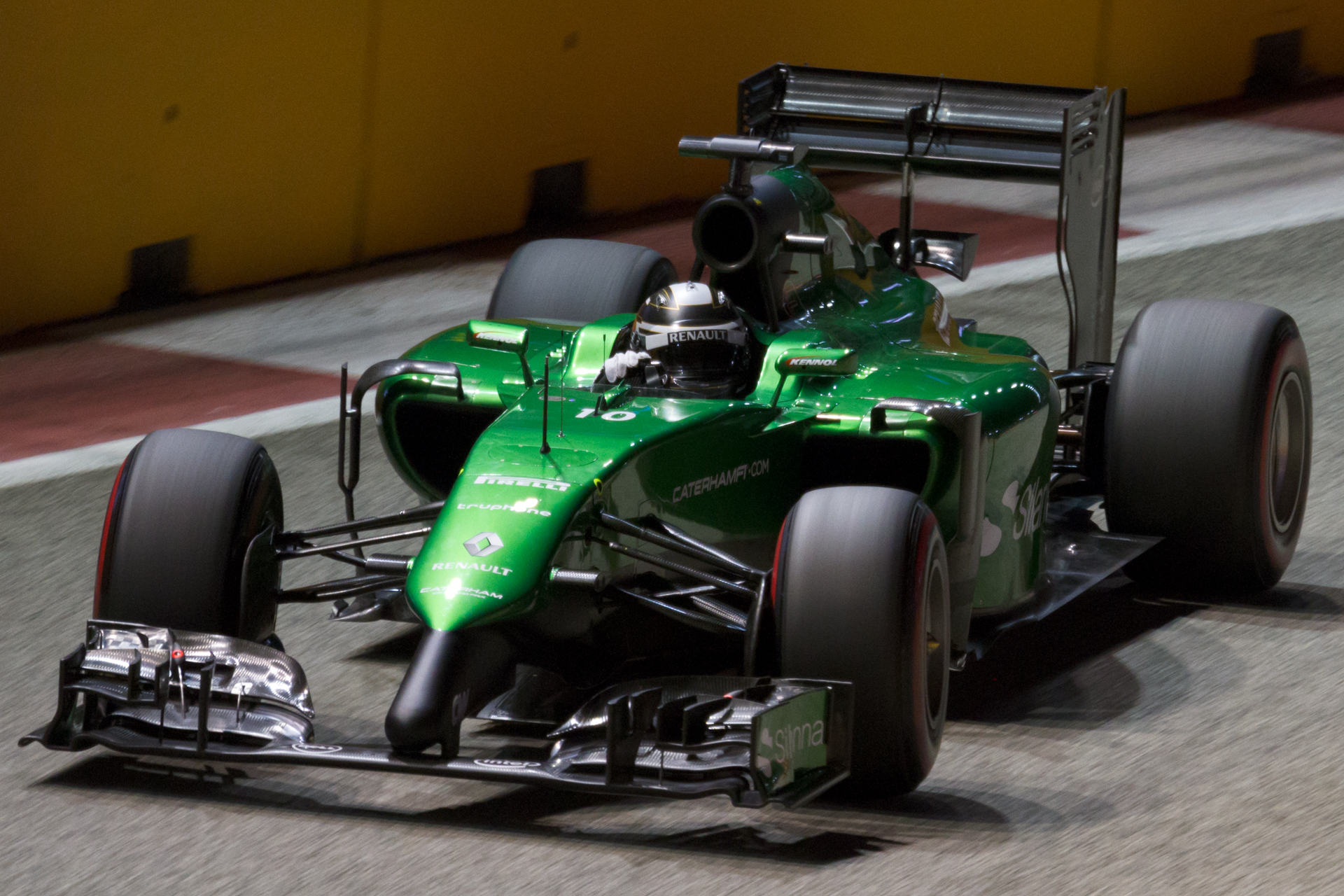
CT05 後期型 ルノー